# Innocenzo Conti
Innocenzo Conti, né le 8 février 1731 à Rome et mort le 15 novembre 1785 à Frascati, est un cardinal italien du XVIIIe siècle.

## Biographie
Innocenzo Conti exerce des fonctions au sein de la Curie romaine; il est notamment auditeur à la Rote romaine. Il est élu archevêque titulaire de Tyr en 1769, avant d'être envoyé comme nonce apostolique au Portugal (en) en 1770, nonciature qui était vacante depuis 1760.
Le pape Clément XIV le crée cardinal in pectore lors du consistoire du 23 septembre 1771. Sa création est publiée lors du consistoire de 19 avril 1773. Conti participe au conclave de 1774-1775, lors duquel Pie VI est élu pape. En 1775, il devient secrétaire des Brefs apostoliques. Il est camerlingue du Sacré Collège en 1782-1783.

## Succession apostolique
Innocenzo Conti a ordonné les évêques suivants :
- Évêque Pellegrino Consalvi (1775)
- Évêque Tommaso Mancini (1775)
- Archevêque Tommaso Maria Francone (de), C.R. (1775)
- Évêque Emilio Gentile (1776)
- Archevêque Giuseppe Capecelatro (1778)
- Archevêque Giambattista Ettore Caracciolo, C.R. (1778)
- Évêque Nicola Molinari, O.F.M.Cap. (1778)
- Évêque Cirillo Antonini (1778)
- Évêque Salvatore Vecchioni, C.O. (1778)
- Évêque Bartolomeo Bacher (1779)
- Cardinal Domenico Pignatelli di Belmonte, C.R. (1782)
- Cardinal Giuseppe Firrao il Giovane (1782)
- Évêque Giovanni Andrea Serrao (it) (1783)
- Évêque Paolo Ciotti (1784)
- Évêque Vincenzo Manni (fi) (1785)